# Bent Hamer
Bent Hamer (Sandefjord, 18 dicembre 1956) è un regista e sceneggiatore norvegese.

## Biografia
Dopo aver studiato letteratura e cinema all'Università di Stoccolma, Hamer realizza diversi cortometraggi, per poi esordire alla regia di un lungometraggio cinematografico nel 1995 con Eggs. Il film viene presentato alla Quinzaine des Réalisateurs del Festival di Cannes, vince il premio per la miglior opera prima al Moscow International Film Festival e il premio FIPRESCI al Toronto International Film Festival e il maggior premio cinematografico norvegese, il Premio Amanda, per il miglior film.
Nel 2003 ritorna a Cannes, ancora nella Quinzaine, con Racconti di cucina (Salmer fra kjøkkenet), presentato con successo in svariati festival internazionali (tra gli altri, premio per il miglior regista al Copenhagen International Film Festival e al São Paulo International Film Festival, Espiga de plata al Festival di Valladolid) e nuovamente vincitore del Premio Amanda per il miglior film. Hamer è anche candidato al premio del pubblico per il miglior regista agli European Film Awards 2003.
Anche i suoi due film successivi vengono selezionati per il Festival di Cannes: nel 2005 Factotum, tratto dall'omonimo romanzo di Charles Bukowski, di nuovo nella Quinzaine; nel 2008 Il mondo di Horten (O' Horten) per la sezione Un Certain Regard.

## Filmografia
- Eggs (1995)
- En dag til i solen (1998)
- Racconti di cucina (Salmer fra kjøkkenet) (2003)
- Factotum (2005)
- Il mondo di Horten (O' Horten) (2007)
- Tornando a casa per Natale (Hjem til jul) (2010)
- 1001 grammi (1001 Grams) (2014)